# Церковь Святой Марии (Конак)
Церковь Святой Марии (тур. Santa Maria Katolik Kilisesi) — католический храм в районе Конак, Измир, Турция. Построена в конце XVII века. Посвящена Деве Марии.
Находится на бульваре Халит Зия.

## История
Церковь открыта в 1698 году францисканцами, которые обосновались в Измире во время притока в город католических и протестантских миссионеров.
Здание сгорело в пожаре 1889 года, было восстановлено в 1891 году.
По состоянию на начало XXI века храм используется Римской католической церковью. Францисканские священники обслуживают общину из примерно 200 человек. Храм также называют «Матросской церковью» из-за расположения рядом с морем.

## Архитектура
Северный, южный и восточный фасады церкви довольно просты по внешнему виду, но главный фасад и внутреннее пространство включают более тонкую, более богатую работу зодчих. Отчасти архитектура здания подражает античной эпохе, имея признаки эпохи барокко и Ренессанса. У церкви железный потолок и сложная апсида, коринфские колонны. Полукупол над апсидой окрашен в синий цвет и символизирует небо и величие. Внутри церковь украшают картины с изображениями ангелов, Девы Марии и Иисуса. В декоре широко использовались мрамор и сусальное золото для придания богатого художественного эффекта. На стенах — фрески, на полу — мальтийские напольные украшения. Контраст достигается за счёт использования тёмных и светлых цветов.
Здание размещено симметрично и продольно в направлении восток-запад. В плане оно представляет собой базилику с одним нефом. В церкви три двери: одна главная и две боковые. Главная дверь открывается только в ритуальные дни.

## Галерея

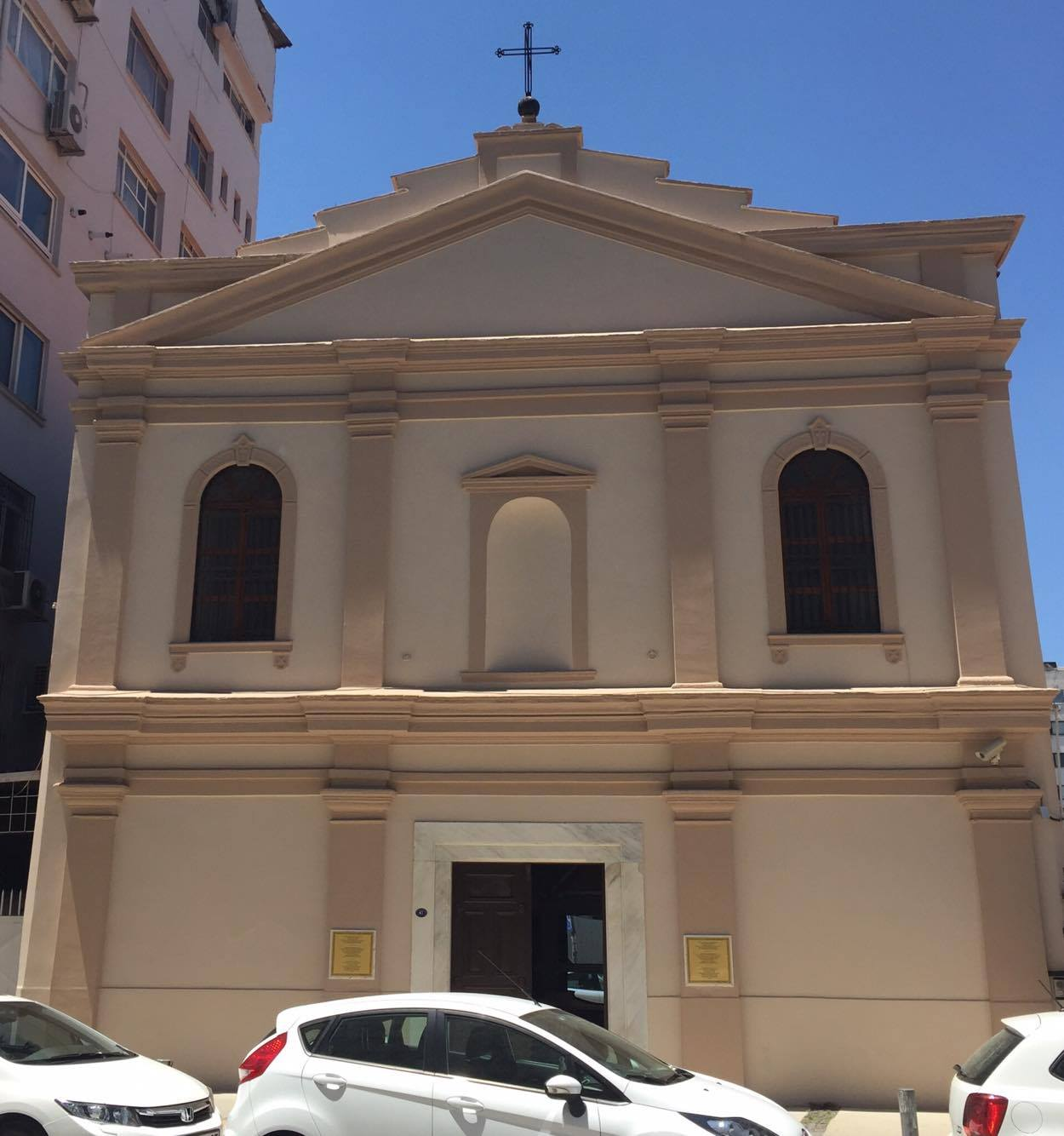
Фасад крупным планом
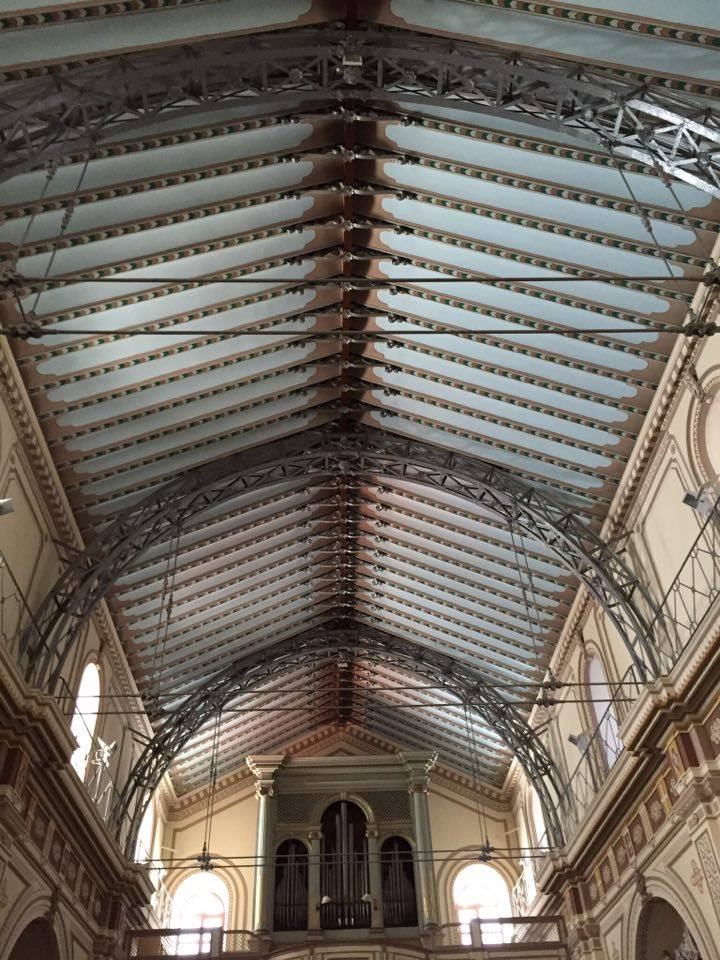
Потолок
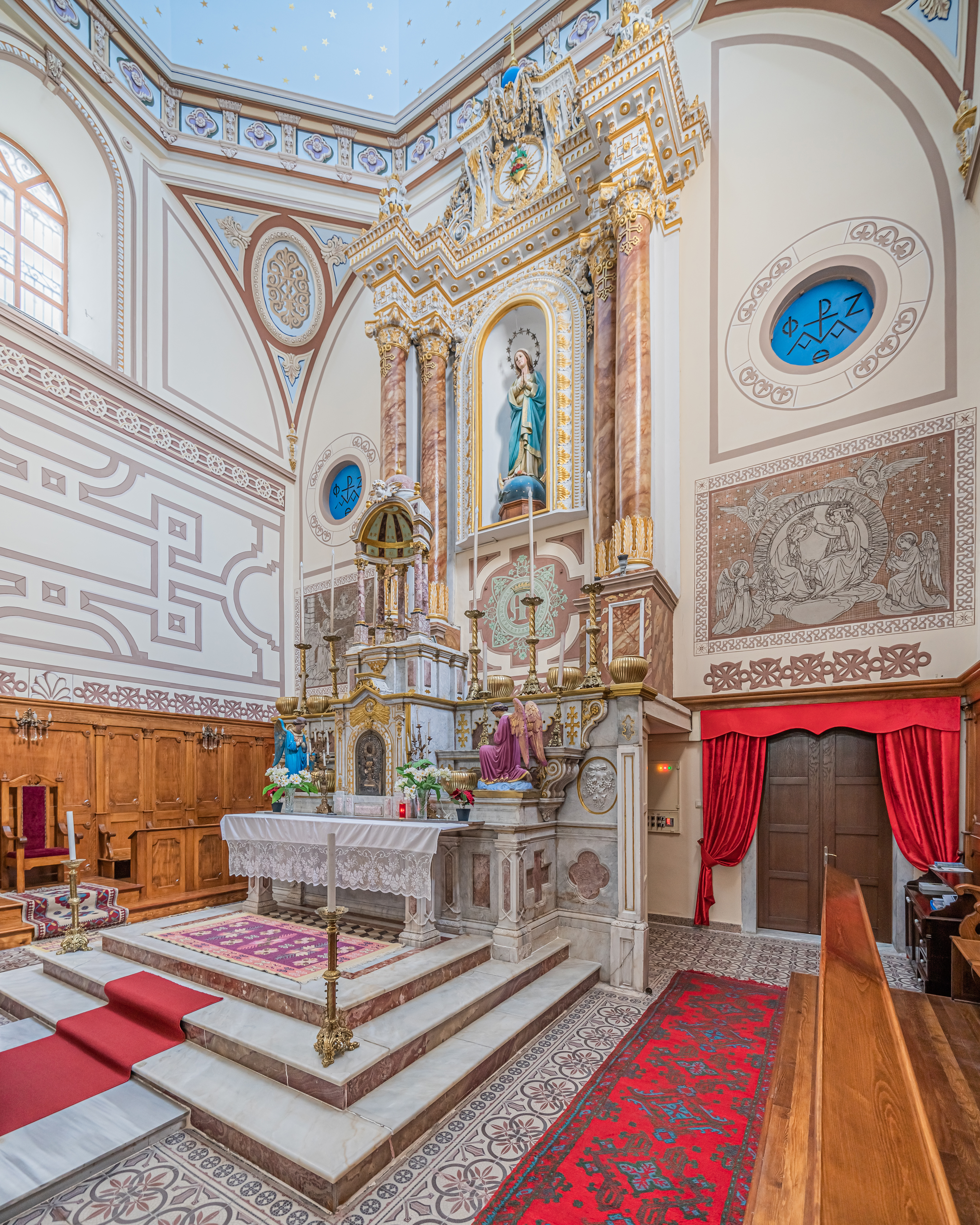
Алтарь
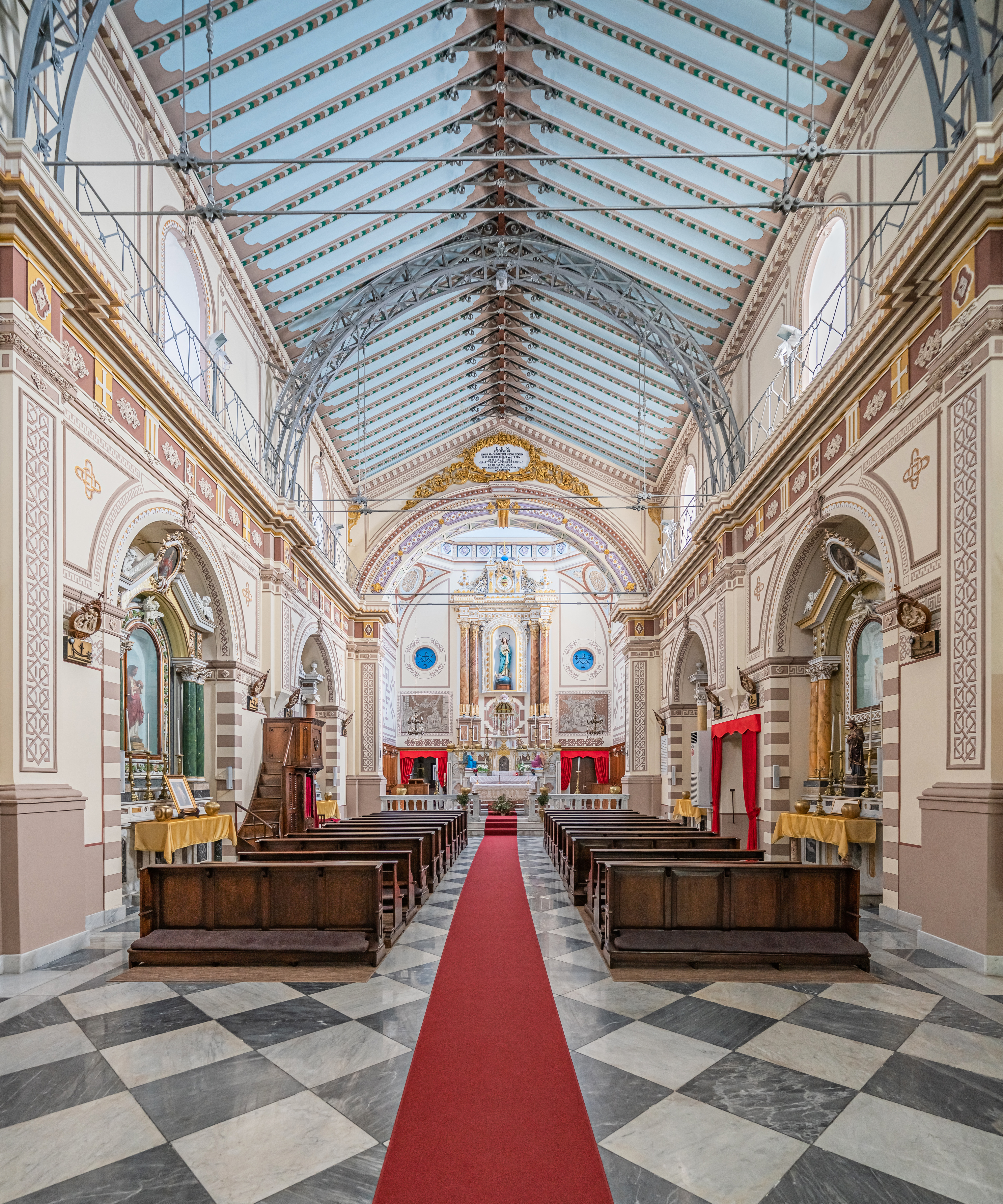
Общий вид внутри